# サンスキ・モスト
サンスキ・モスト（ボスニア語: Sanski Most,クロアチア語: Sanski Most,セルビア語: Сански Мост）はボスニア・ヘルツェゴビナ北西部の都市及び基礎自治体である。ボスニア・ヘルツェゴビナを構成する構成体のうち、ボスニア・ヘルツェゴビナ連邦のウナ＝サナ県に属する自治体で、ボサンスカ・クライナ地方のサナ川河畔にありプリイェドルとクリュチの間に位置する。

## 歴史
現代のサンスキ・モストがある場所は、古代の記録や研究者の調査によれば地理的な好条件からすでに先史時代より人が居住していたとされる。ローマ人がやって来る以前は、イリュリア人の部族が居住していたとされるが、中世までははっきりとした記録は残されていない。最も古いある文書は、1244年7月20日の物でベーラ4世がこの地の教区に言及したものに遡る。1500年になると、サナ地域はオスマン帝国の支配下に入り以後300年間にわたりオスマンの統治下が続く。
1800年代に入るとオスマン帝国の力は次第に衰え、ハプスブルクの影響力が拡大する。これに伴って、民族の構成も大きく変わった。オーストリア＝ハンガリー帝国支配時には他の地域と同様に開発が進展した。第一次世界大戦にはサンスキ・モストを含む周辺はヴルバスカ自治州の一部であった。第二次世界大戦時にはパルチザンの抵抗の地となっている。
ボスニア・ヘルツェゴビナ紛争時の1992年から1995年にかけて、サンスキ・モストはセルビア人勢力であるスルプスカ共和国の支配下にあった。この時期、非セルビア系の住民は虐殺されるか、土地を追われたりするなど民族浄化に遭っている。1995年10月になると市内には、ボスニア＝ヘルツェゴビナ軍が紛争終結間近に進軍し、それが要因となり今度は多くのセルビア系の住民が町を逃れることとなった。2004年、オシュトラ・ルカ（Oštra Luka）がサンスキ・モストから分離しスルプスカ共和国に属する自治体となっている。

## 人口・民族構成
| 民族構成 |            |        |                |        |              |        |                |       |         |       |          |  |  |
| 年       | セルビア人 | %      | ボシュニャク人 | %      | クロアチア人 | %      | ユーゴスラビ人 | %     | その他  | %     | Total    |  |  |
| 1961年   | 19,156人   | 48.52% | 12,350人       | 31.28% | 4,844人      | 12.27% | 3,014人        | 7.63% | --人    | --%   | 39,483人 |  |  |
| 1971年   | 30,422人   | 48,98% | 24,839人       | 39,99% | 6,307人      | 10,15% | 195人          | 0,31% | 339人   | 0,57% | 62,102人 |  |  |
| 1981年   | 26,619人   | 42.61% | 27,083人       | 43.36% | 5,314人      | 8.51%  | 2,936人        | 4.70% | --人    | --%   | 62,467人 |  |  |
| 1991年   | 25,363人   | 42.05% | 28,136人       | 46.65% | 4,322人      | 7.16%  | 1,247人        | 2.06% | 1,239人 | 2.08% | 60,307人 |  |  |
|          |            |        |                |        |              |        |                |       |         |       |          |  |  |

- 1961年以降、町の面積は倍になっているが人口の増加は僅かで、1991年のサンスキ・モスト市街の人口は17,144人である。

## ゆかりの人物
- ヴカシン・ブライッチ - 歌手

## ギャラリー

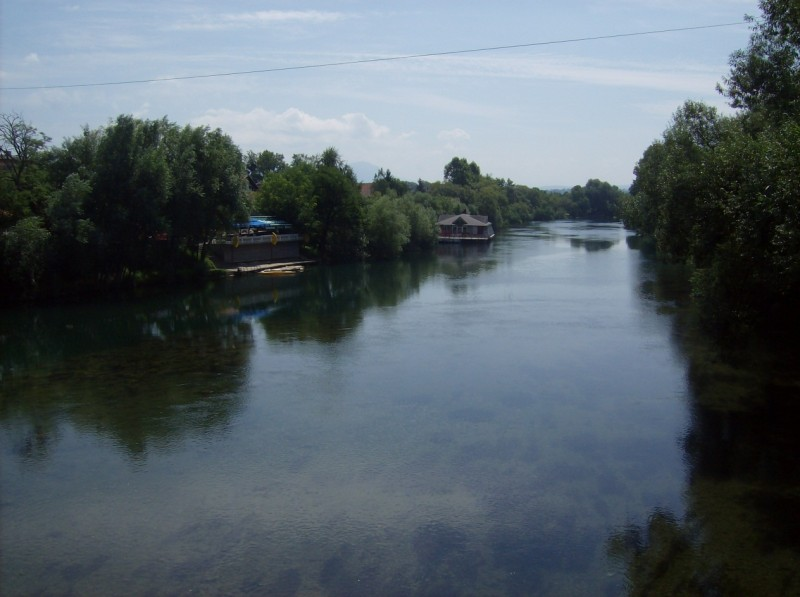
サナ川
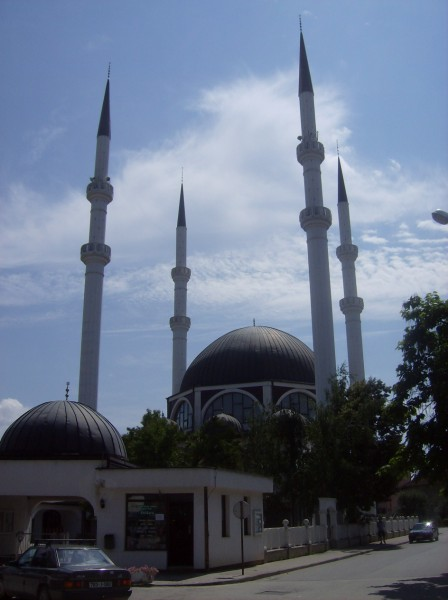
ハムジベイ・モスク
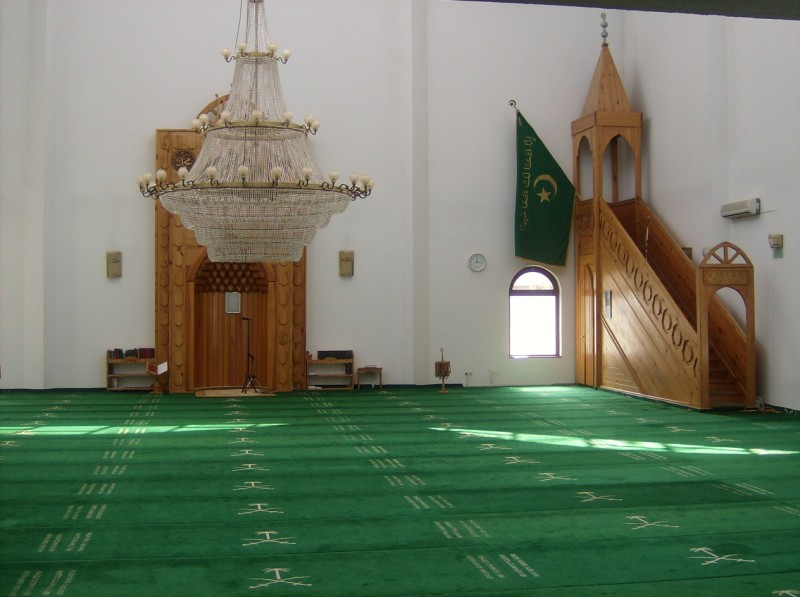
モスク内部
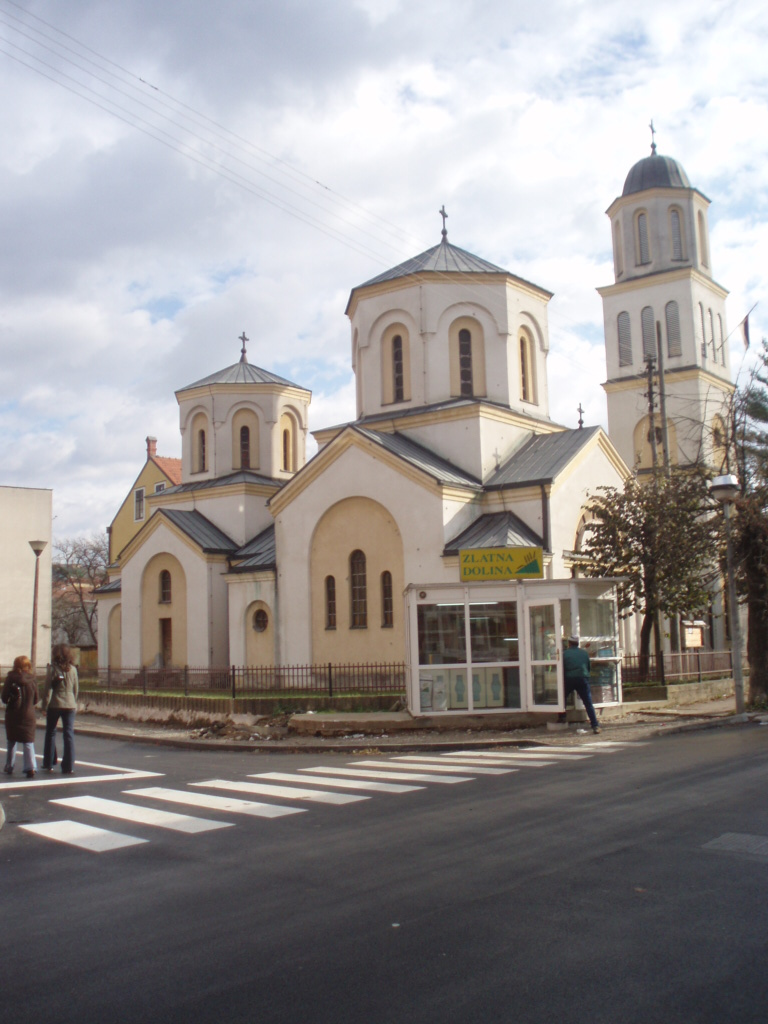
正教の教会
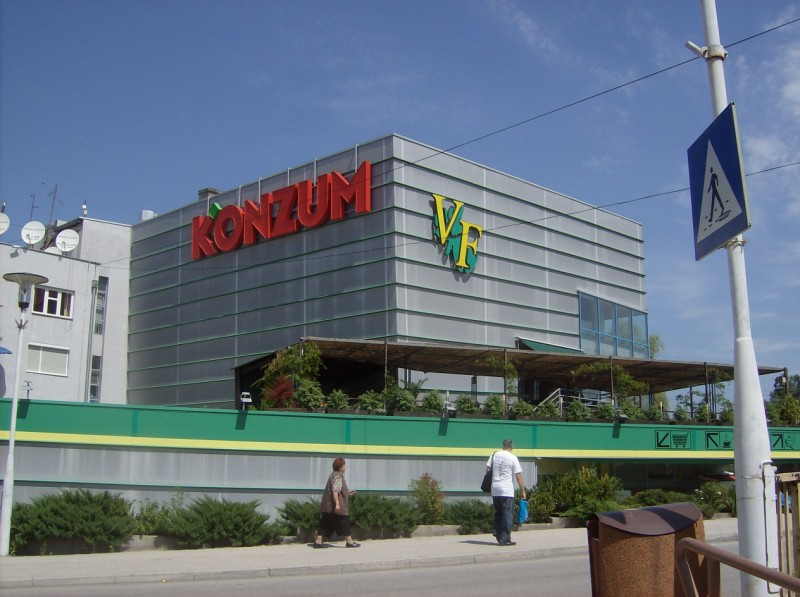
クロアチア資本のスーパー、コンズム